# محمود بكري خيتي
محمود بكري خيتي (1891 - 1969) شاعر سوري. ولد في بلدة دوما في ضواحي دمشق. أصل أسرته من اليمن. شارك في الثورة الفلسطينية عام 1925، وجُرح مع فريق من شباب دوما، ولم يستطع العودة إلى سوريا، فذهب إلى مصر وأقام فيها سنة. له ديوانا شعر، نظم الأوّل خلال الثورة والثاني بعدها. 

## سيرته
ولد محمود بن بكري بن خيتي في دوما سنة 1891م/ 1308 هـ ونشأ بها. تكنت الأسرة بـخيتي لأن الجد الأول كان له سبعة أولاد فتك بهم الطاعون، فحزنت والدتهم على فقدهم وجزعت، فكانت تنادي: يا خيتي، يا خيتي، فغلبت عليها هذه الكنية. وأصل الأسرة من عشيرة البدرانية في اليمن، ونزح جدوده إلى دوما واستوطنوا فيها، وجده لأمه هو الشيخ محمد الخطيب الدوماني الكبير مفتي الحنابلة المتوفى في المدينة.

درس محمود بكري أولاً على رشيد سنان، ثم مصطفى الشطي بدمشق. لما وقعت الثورة السورية الكبرى في عام 1925م خرج مع فريق من شباب دوما اشتركوا فيها بأرض فلسطين، وبعد إخمادها لم يستطع العودة إلى سوريا، فذهب في عام 1928 إلى مصر وأقام سنة لازم خلالها علماء الأزهر. تم مصادرة ممتلكاته في غيابه من قبل السلطة الانتداب الفرنسي. وعاد إلى بلده في سنة 1929 بعد صدور العفو العام عن الثوار.

اضطرته بعض الظروف الخاصة للنزوح إلى إمارة شرق الأردن، فأقام في مدينة الزرقاء يتعاطى التجارة بضع سنين، ثم عاد إلى بلده دوما وتوفي بها في 1969م/ 1389 هـ.